# Xavier Barsalou-Duval
Pour les articles homonymes, voir Barsalou et Duval.
Xavier Barsalou-Duval, né le 10 novembre 1988 à Boucherville (Québec), est un enseignant et homme politique canadien. Il siège à la Chambre des communes pour la circonscription de Pierre-Boucher—Les Patriotes—Verchères depuis les élections fédérales de 2015.

## Biographie

### Études et carrière
Né à Boucherville, Xavier Barsalou-Duval étudie à l'Université du Québec à Trois-Rivières où il obtient un baccalauréat en sciences comptables en 2010 et une maîtrise en administration des affaires (MBA) en 2012. Il complète ce cursus par des cours en droit constitutionnel à l'Université de Montréal. Il travaille parallèlement comme technicien comptable, auditeur puis enseignant en comptabilité et en gestion. Xavier Barsalou-Duval est aussi membre du conseil d'administration du Mouvement Montréal français, du comité de surveillance des finances de la Société Saint-Jean-Baptiste de Montréal et trésorier de la Fondation du Prêt d'Honneur.

### Engagement politique
Indépendantiste, il s'engage dans la campagne du candidat du Bloc québécois Jean Dorion dans la circonscription de Longueuil—Pierre-Boucher à l'élection fédérale de 2008. Dès l'année suivante, il siège à plusieurs reprises dans les exécutifs du Bloc québécois et du Parti québécois de sa région.
Après l'élection de 2011, il est élu président du Forum jeunesse du Bloc québécois. Lors de la course à la chefferie du parti en 2014, le mouvement soutient activement Mario Beaulieu et une ligne de clarté sur l'option référendaire et l'indépendance.
À titre de président du Forum jeunesse du Bloc québécois puis de député, Xavier Barsalou-Duval privilégie la promotion de l'indépendance du Québec, en opposition à un courant plus attentiste dans le mouvement souverainiste québécois. En 2024, il appuie Mario Beaulieu, militant de longue date de la défense du français et de la souveraineté du Québec, dans sa course à la chefferie du Bloc québécois. 
Il écrit dans une lettre ouverte : « La fierté d'être Québécois se conjugue très bien, dans la tête d'un jeune, avec l'ouverture à l'autre et au monde. Il faut s'enraciner pour s'épanouir. Pour « s'internationaliser », il faut d'abord faire nation. Un citoyen du monde, à la dérive sur quelque océan, cela n'existe pas. Cessons d'entrer dans le jeu de nos adversaires et des dénigreurs du Québec qui voudraient nous culpabiliser d'être ce que nous sommes et de vouloir ce que nous voulons. On appartient tous à une patrie, à un peuple, et le Québec est ici ce peuple ; les Québécois sont québécois, par-delà les origines. [...] C'est pourquoi nous appuyons Mario Beaulieu, parce que nous savons qu'il peut faire ce travail de sensibilisation et de persuasion auprès des jeunes, avec des jeunes ».

### Premier mandat
Candidat pour le Bloc québécois dans Pierre-Boucher—Les Patriotes—Verchères lors des élections de 2015, il quitte la présidence du Forum jeunesse. Le 19 octobre 2015, il est élu député de cette nouvelle circonscription par 213 voix d'avance sur Lucie Gagnon, candidate libérale. Il rejoint donc le caucus de dix élus du Bloc québécois, dont il est le plus jeune représentant. Pour toute la durée de son premier mandat, Xavier Barsalou-Duval est porte-parole de son parti sur les dossiers de développement économique, de comptes publics et prévisions budgétaires, de revenu national, des opérations gouvernementales. Lors de son deuxième et troisième mandat, il obtient plutôt le dossier du transports, infrastructures et collectivités.
En 2016, Xavier Barsalou-Duval demande au ministre fédéral du Développement économique, Navdeep Bains, de bloquer la vente de RONA à l'entreprise américaine Lowe's, le temps de tenir une enquête sur le licenciement de Robert Dutton, qui avait rejeté la première offre d'achat de Lowe's en 2012. Quelques mois plus tard, l'élu de Pierre-Boucher-Les Patriotes-Verchères envoie une lettre au ministre dans laquelle il lui reproche d'avoir approuvé rapidement le mois dernier la vente du quincaillier québécois au géant américain Lowe's. « Je dois admettre que je m'inquiète de l'empressement avec lequel vous avez autorisé la vente de RONA dans un contexte où de nombreuses suspicions pèsent sur les tractations ayant mené à la transaction. Vous devez être conscient que de se limiter uniquement aux paramètres d'analyse du Bureau de la concurrence serait irresponsable », écrit Xavier Barsalou-Duval dans la lettre.
En août 2016, Xavier Barsalou-Duval demande à ses collègues qui siègent à un comité parlementaire de convoquer le ministre fédéral de l'Innovation, des Sciences et du Développement économique, Navdeep Bains, qui, selon le député, a donné peu d'explications sur l'autorisation de la vente de RONA.
En novembre 2024, Le ministre fédéral des Finances, Bill Morneau, annonce qu'il apportera des modifications à la Loi sur Investissement Canada afin de hausser de 600 M$ à 1 G$ le seuil de la valeur des entreprises vendues à l'étranger qui nécessiteront dorénavant l'approbation du fédéral. Xavier Barsalou-Duval soutient que le gouvernement Trudeau risque de précipiter la perte d'autres fleurons de la province : « En augmentant la valeur à 1 G$, ça met beaucoup d'entreprises québécoises en péril et c'est grave, parce que les entreprises québécoises, c'est ce qui fait que notre économie va bien. Ce sont beaucoup d'emplois et beaucoup de fournisseurs qui travaillent avec eux aussi ».

### Deuxième mandat
Candidat à nouveau aux élections de 2019, Xavier Barsalou-Duval est réélu avec une majorité absolue de 51 %. Dans la nouvelle législature, il est porte-parole du Bloc pour les dossiers de transports, infrastructures et de collectivités.
Pendant cette législature écourtée par une élection anticipée, le député porte plusieurs dossiers important. Il parvient à déposer un projet de loi conjointement avec l'organisme Option consommateurs pour assurer le droit au remboursement des billets d'avion pour les passagers lors de l'annulation d'un vol. Le dépôt du projet de loi fait suite à la réception de plus de 33 000 signatures de citoyens appuyant la démarche. Barsalou-Duval se révèle aussi un critique vocal de l'offre d'achat d'Air Transat par Air Canada. Selon le Bloc québécois et une multitude d'autres intervenants, l'offre d'achat initialement approuvée par le gouvernement fédéral réduirait considérablement la compétition dans le marché des transporteurs aériens et causerait donc une réduction de la qualité du service pour les voyageurs. Il dénonce aussi l'aide trop timide du gouvernement qui serait à l'origine des problèmes financiers d'Air Transat pendant la pandémie de Covid-19. Après les pressions conjointes des intervenants dont le député ainsi que de la Commission européenne, l'acquisition d'Air Transat n'a finalement pas lieu.

### Troisième mandat
Le député se porte candidat une troisième fois lors des élections anticipées de 2021. Après une campagne marquée par une remontée du Bloc québécois dans les enquêtes d'opinion à la suite du débat des chefs en anglais et d'une question considérée biaisée de la modératrice Shashi Kurl, le député accroît à nouveau sa majorité pour remporter l'élection avec plus de 54 % des voix. Avec les députés de Joliette et de Bécancour—Nicolet—Saurel, il est un des députés bloquistes élus avec la plus forte majorité.

### Crise de 2018 au Bloc québécois
Le 28 février 2018, sept des dix députés du Bloc québécois quittent le caucus en protestation contre le style de leadership de la cheffe Martine Ouellet. Xavier Barsalou-Duval, Mario Beaulieu et Marilène Gill continuent d'appuyer Ouellet. « Je pense qu'elle est la meilleure personne pour diriger le Bloc québécois », affirme Barsalou-Duval en soulignant son « approche assumée de l'indépendance du Québec » et « sa grande expérience ».

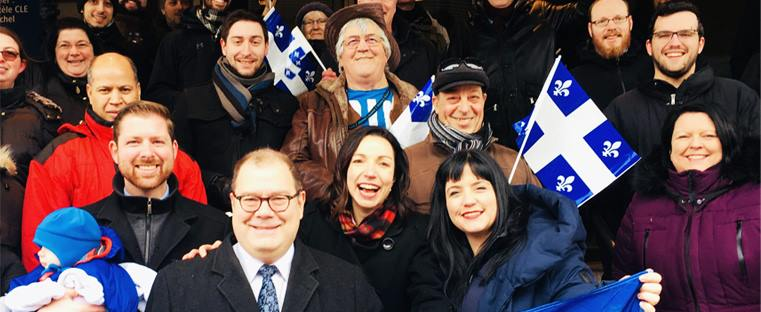
Ralliement en faveur de Martine Ouellet à la suite du départ des sept députés démissionnaires. En avant-plan, de gauche à droite : Xavier Barsalou-Duval, Mario Beaulieu, Martine Ouellet et Marilène Gill.

Lors d'un conseil général du Bloc québécois le 29 avril, Xavier Barsalou-Duval prend à partie son collègue député et ancien chef du parti Mario Beaulieu pour avoir retiré son appui à Martine Ouellet après que sa proposition de devancer le vote de confiance ait été rejetée. « Je pense qu'il a fait une erreur », commente-t-il en entrevue.
Le 3 juin 2018, devant la défaite de Martine Ouellet lors du référendum interne, il déclare : « On s'est battus jusqu'à la dernière minute, jusqu'à la dernière seconde. C'est sûr que j'aurais aimé une victoire de Mme Ouellet ».

## Vie privée
Il rencontre Marilène Gill, collègue députée bloquiste, après leurs élections en 2015. Les deux députés se mettent en couple et ont un enfant, le premier à naître d'un couple de députés en cours de mandat, Ulysse, né le 9 septembre 2017. La relation entre les deux députés prend fin en 2021. De nouveau en couple, il a deux autres enfants, Malbaie et Marcéline, respectivement nées en 2022 et en 2023.

### Résultats électoraux
|       | Candidat              | Parti          | # de voix | % des voix |
|       | Clovis Maheux         | Conservateur   | +06 079,  | 10,24 %    |
|       | Xavier Barsalou-Duval | Bloc québécois | +17 007,  | 28,64 %    |
|       | Lucie Gagnon          | Libéral        | +16 794,  | 28,28 %    |
|       | Raphaël Fortin        | NPD            | +14 454,  | 24,34 %    |
|       | Jici Lauzon           | Vert           | +05 056,  | 8,51 %     |
| Total | Total                 | Total          | 59 390    | 100 %      |